# To the End (Orden Ogan)
To The End è il terzo album in studio del gruppo power metal tedesco Orden Ogan, pubblicato nel 2012.
Il disco consta di 11 brani inediti, più la traccia bonus Masks in alcune versioni.

## Il disco

### Registrazione
Il disco fu registrato fra ottobre 2011 e agosto 2012 ad Arnsberg, città natale del gruppo, negli studi di registrazione Greenman Studios, di proprietà dello stesso cantante e chitarrista Sebastian Levermann. Il pianoforte per la traccia Take This Light è stato invece registrato nella cattedrale di Wildeshausen.

### Promozione e distribuzione
Il disco è distribuito in Europa dalla AFM Records, in Giappone dalla Spiritual Beast e negli Stati Uniti dalla Fono Ltd.
Per la promozione del disco sono stati prodotti due videoclip: The Things We Believe in e Land of the Dead. Il primo ha raggiunto più di tre milioni di visualizzazioni su YouTube, e ha contribuito notevolmente alla visibilità della band.

## Tracce
Il brano Angels War è un rifacimento del brano omonimo già pubblicato nel 2004 nella demo Testimonium A. D.
La tracklist è la seguente:
1. The Frozen Few – 1:56 (musica: Levermann)
2. To the End – 5:52 (testo: Levermann – musica: Levermann/Kersting)
3. The Things We Believe in – 5:05 (testo: Levermann/Schneider – musica: Levermann)
4. Land of the Dead – 4:42 (Levermann)
5. The Ice Kings – 4:54 (testo: Levermann/Schneider – musica: Levermann/Weise)
6. Till the Stars Cry Out – 6:16 (testo: Levermann/Schneider – musica: Levermann/Kersting)
7. This World of Ice – 4:43 (Levermann)
8. Dying Paradise – 6:07 (Levermann)
9. Mystic Symphony – 4:16 (Levermann)
10. Angels War – 7:20 (Levermann)
11. Take This Light – 3:33 (testo: Levermann – musica: Levermann/Weise)

Durata totale: 54:44
La versione giapponese del disco e il boxset in edizione limitata contengono inoltre le tracce bonus:
1. Masks – 4:22 (testo: Georg Less/Levermann – musica: Levermann)
2. The Battle of Waterloo – 7:00 (cover dei Running Wild)

## Formazione
- Sebastian Levermann: chitarra, voce, tastiere
- Tobias Kersting: chitarra
- Niels Löffler: basso
- Dirk Meyer-Berhorn: batteria
- Nils Weise: tastiere e pianoforte[1]